# Blaž Jarc
Blaž Jarc (ur. 17 lipca 1988 w Novo mesto) – słoweński kolarz szosowy.
Mistrz Słowenii w wyścigu elity ze startu wspólnego w 2009 roku.

## Najważniejsze osiągnięcia
- 2005
  -  1. miejsce w mistrzostwach Słowenii juniorów (start wspólny)
- 2007
  - 3. miejsce w mistrzostwach Słowenii (jazda ind. na czas)
- 2009
  -  1. miejsce w mistrzostwach Słowenii (start wspólny)
  -  1. miejsce w mistrzostwach Słowenii (do lat 23, jazda ind. na czas)
- 2010
  -  1. miejsce w mistrzostwach Słowenii (do lat 23, jazda ind. na czas)
- 2011
  - 1. miejsce w Porec Trophy
- 2013
  - 1. miejsce w GP Stad Zottegem
- 2014
  - 3. miejsce w mistrzostwach Słowenii (jazda ind. na czas)